# (100720) 1998 BA28
(100720) 1998 BA28 es un asteroide perteneciente al cinturón exterior de asteroides descubierto el 23 de enero de 1998 por el equipo del Spacewatch desde el Observatorio Nacional de Kitt Peak, Arizona, Estados Unidos.

## Designación y nombre
Designado provisionalmente como 1998 BA28.

## Características orbitales
1998 BA28 está situado a una distancia media del Sol de 3,442 ua, pudiendo alejarse hasta 3,775 ua y acercarse hasta 3,108 ua. Su excentricidad es 0,096 y la inclinación orbital 7,252 grados. Emplea 2332,61 días en completar una órbita alrededor del Sol.

## Características físicas
La magnitud absoluta de 1998 BA28 es 14,3. Tiene 6,95 km de diámetro y su albedo se estima en 0,084. 